# Conotrachelus incretus
Conotrachelus incretus – gatunek chrząszcza z rodziny ryjkowcowatych.

## Zasięg występowania
Ameryka Południowa, występuje w Brazylii.

## Budowa ciała
Przednia krawędź pokryw nieznacznie szersza od przedplecza, tylna krawędź równo ścięta. Przedplecze grubo i gęsto punktowane, na pokrywach podłużne garbki.